# Wólka Orłowska (przystanek kolejowy)
Wólka Orłowska – kolejowy przystanek osobowy w Wólce Orłowskiej, w województwie lubelskim, w Polsce. Przystanek został oddany do użytku 13 czerwca 2017 roku.

## Ruch pasażerski
| Rok  | Wymiana pasażerska na dobę |
| ---- | -------------------------- |
| 2017 | 0-9                        |
| 2022 | 0-9                        |